# Povidone iodée

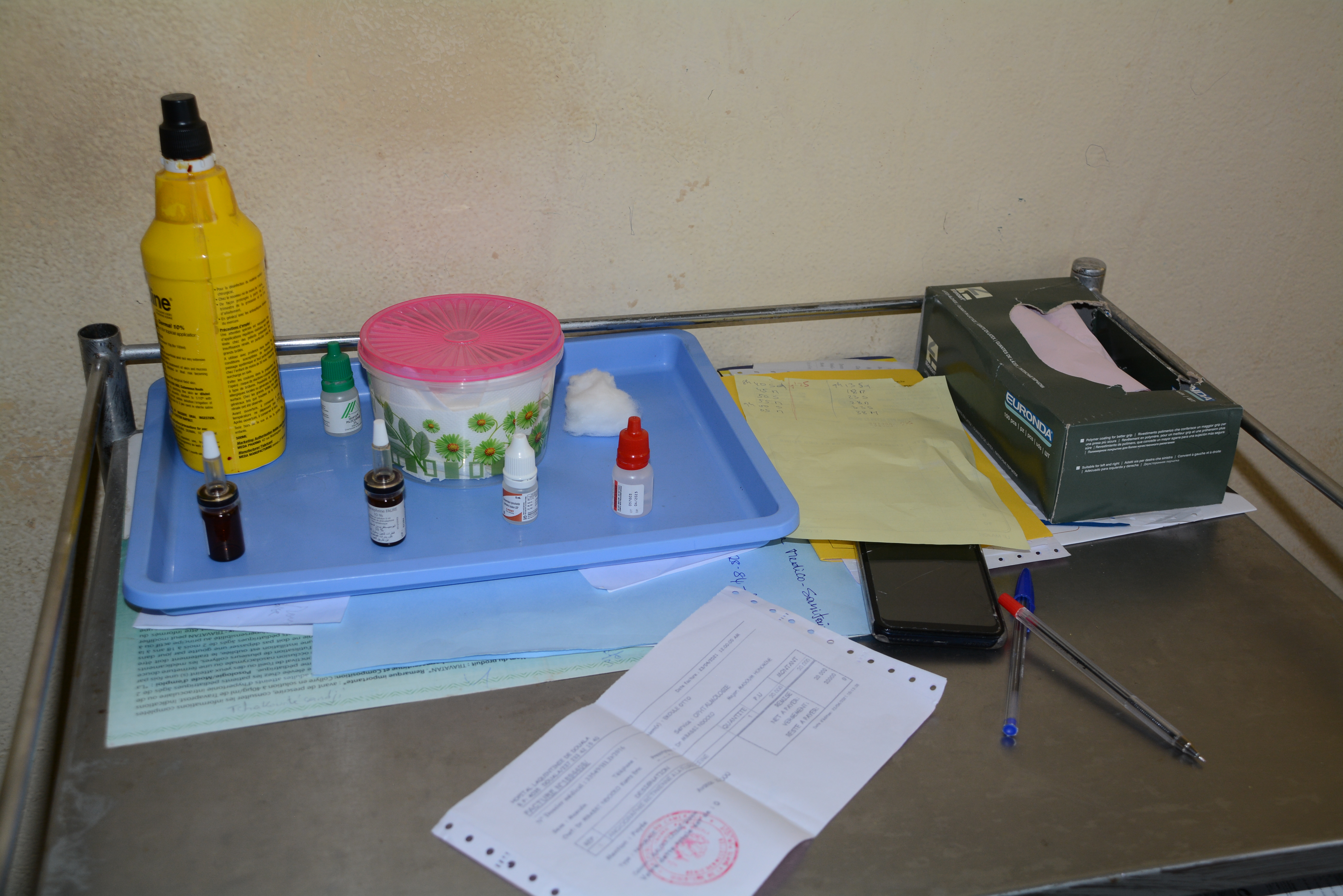
Un flacon de Bétadine dermique sur un plateau de soins dans un hôpital camerounais.

La po(ly)vidone iodée est un complexe chimique soluble dans l'eau, composé d'iode et de polyvinylpyrrolidone (PVP).
La povidone iodée est employée dans la pharmacopée comme antiseptique topique et antifongique. Le médicament est, entre autres, commercialisé sous le nom (iso-)Bétadine notamment en Belgique, Espagne, France, Italie, Suisse, Maroc et Iran.

## Usages et précautions
Selon les formes galéniques ou dilutions de la spécialité, l'usage peut être contre-indiqué chez le nourrisson de moins d'un mois ou de moins de six mois. La povidone iodée provoque le risque de nécrose importante ou d'hypothyroïdie lors d'une utilisation prolongée ou si le patient est sous traitement de lithium.
Ce médicament ne doit pas être utilisé en association avec les antiseptiques dérivés du mercure désormais hors commerce (Merbromine « mercurochrome », Mercryl Laurylé…) ou bien même des spécialités à base d'argent (sulfadiazine argentique ou articles de pansement au nitrate d'argent). Un complexe d'iodure d'argent se forme alors et devient irritant mais surtout empêcherait l'action antiseptique de chaque ion puisqu'ils se lieraient en une molécule stable. En outre, il ne faut pas la mélanger avec d'autres anti-septiques, notamment l'eau oxygénée (peroxyde d'hydrogène à 3 % solution standard).
Il existe des cas d'allergie à la povidone, et surtout au nonoxynol-9, un tensioactif utilisé dans plusieurs préparations galéniques.
Les pulvérisations nasales et oropharyngées combinées de povidone iodée et d'acide glycyrrhizique accélèreraient la récupération clinique, et réduiraient la transmission domestique du SRAS-CoV-2 de 90 %.

## Divers
La povidone iodée fait partie de la liste des produits essentiels d'usage médical de l'Organisation mondiale de la santé (liste mise à jour en avril 2013).

## Présentation
Selon la destination la composition et la présentation sont différentes :
- Betadine 1 % : flacon vert - bain de bouche[8] ;
- Betadine 4 % : flacon rouge - solution moussante pour application locale, flacon de 500 ml[9] ;
- Betadine dermique 10 % : flacon jaune - antisepsie des plaies ou brûlures superficielles et peu étendues[10] ;
- Betadine 10 % : flacon bleu - solution vaginale